# بسپا (رود)

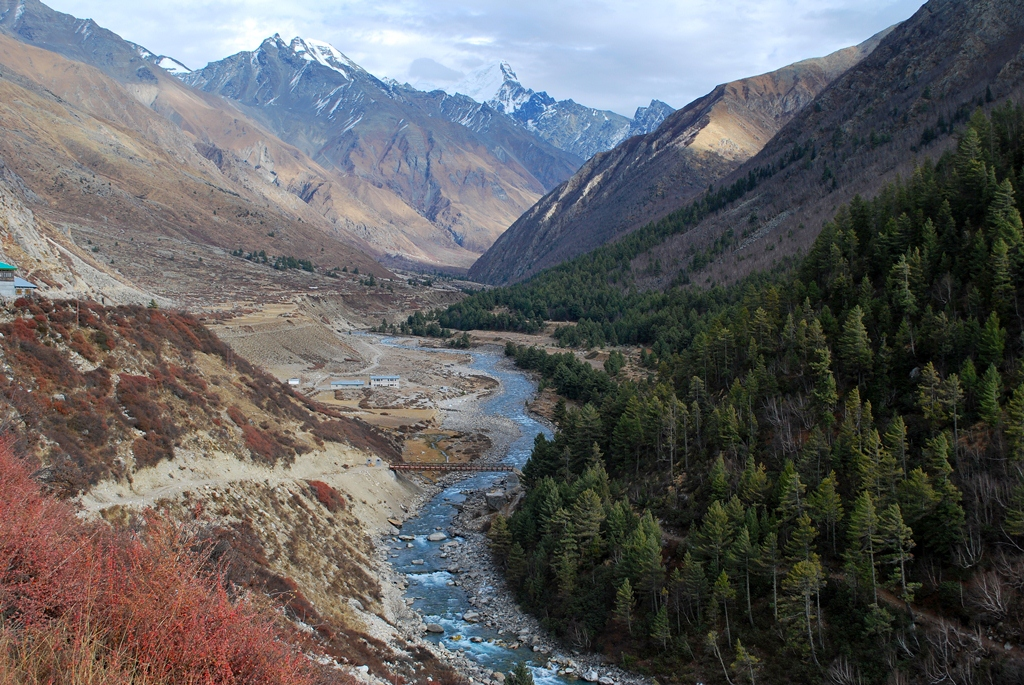
رود بسپا که در کنار روستای چیتکول جریان دارد

رود بسپا در نزدیکی مرز هند و چین سرچشمه می‌گیرد و دره باسپا (دره سنگلا، یکی از دیدنی‌ترین دره‌های هیمالیا) را تشکیل می‌دهد. گذرگاه چانگ ساخاگو در بالای دره قرار دارد. این رود از یخچال‌های طبیعی چند ساله تغذیه می‌شود و حوضه آبریز مشترک با رود گنگ دارد.
رود بسپا از تپه‌های بسپا شروع می‌شود و از سمت چپ در نزدیکی کرچم به رودخانه ستلج می‌پیوندد. دامنه‌های بالایی و میانی دره در کنار رودخانه پوشیده از جنگل‌های کاج و بلوط است که مراتع و مزارع دامنه‌های پایینی را پوشانده‌اند. برخی از زیباترین روستاهای هیمالیا را می‌توانید در اینجا پیدا کنید.
اگرچه این رود در بیشتر مسیر ملایم است، اما قایق سواری در بسپا دشوار خواهد بود، زیرا برخی از مناطق کاملاً دارای پرتگاه هستند.